# Телефонный номер

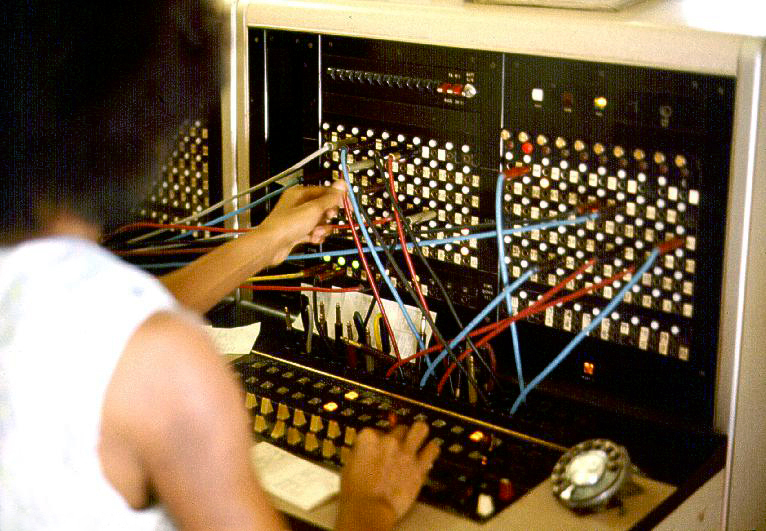
Телефонистка за ручным коммутатором, 1975 год.

Телефо́нный но́мер, абонентский номер — последовательность цифр (иногда используются буквы, заменяющие цифры), присвоенная пользователю или абоненту телефонной сети, зная которую, можно ему позвонить.
В прошлом номер телефона присваивался тому или иному абоненту телефонной сети, того или иного населённого пункта, для того чтобы телефонист (телефонистка) могли на коммутаторе произвести вызов и соединение абонентов, например к 1901 году в Москве было уже 2 860 номеров телефона. В связи с автоматизацией, вызов абонента по его номеру происходит автоматически (в рамках сигнализации).
Телефонный номер уникален в пределах АТС или телефонного коммутатора. Регулирование и распределение диапазонов (блоков) номеров в глобальной телефонной сети общего пользования между компаниями осуществляют соответствующие государственные и международные организации, в частности, Международный союз электросвязи.
Рекомендация ITU-T под номером E.164 определяет общий международный телекоммуникационный план нумерации, используемый в телефонных сетях общего пользования и некоторых других сетях. Согласно E.164, номер телефона начинается с префикса «+» и может иметь максимум 15 цифр. В действительности существуют более длинные номера телефонов, например, в Германии выданы номера длиной 18 цифр.
Российские Правила оказания услуг телефонной связи, действующие с 2005 года, определяют абонентский номер как «номер, однозначно определяющий (идентифицирующий) оконечный элемент сети связи». В России регулятором в области телефонных номеров является МинКомСвязи (в частности Федеральное агентство связи).
Выделенный международный номер может являться собственностью оператора связи или закрепляться за абонентом навсегда, в зависимости от особенностей регионального законодательства и правил применения номеров в местных телефонных сетях. Случай постоянного закрепления номера за абонентом, в том числе при переходе на обслуживание в сеть другого оператора связи, получило название функции переносимости номера. Подобная услуга для мобильных номеров предоставляется во многих странах мира, в частности, в России. В некоторых регионах мира перенос в другую сеть возможен и для местных номеров фиксированной телефонной связи.

## Виды номеров

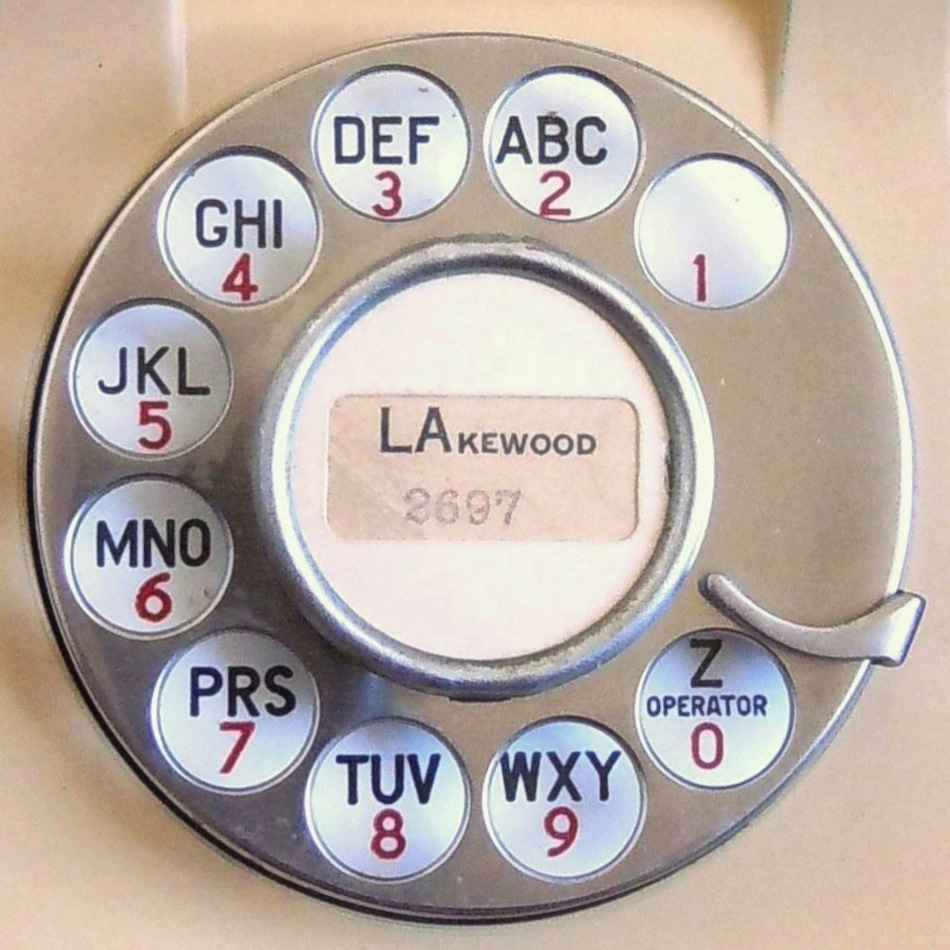
На циферблате 1939 года изображен буквенно-цифровой телефонный номер LA-2697 в стиле 2L-4N

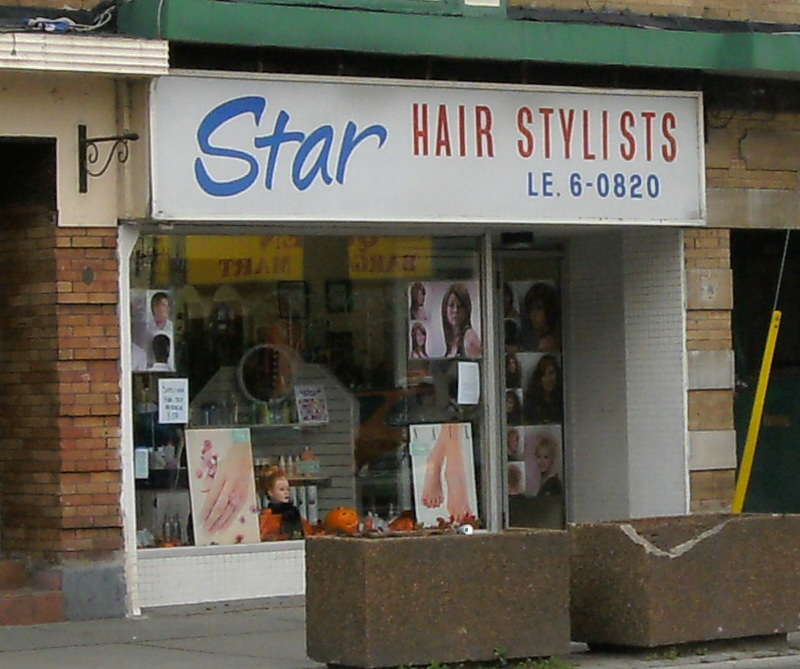
На фотографии 2008 года изображен парикмахерский магазин в Торонто с внешней вывеской, на которой указан телефонный номер магазина в старом формате, состоящем из двух букв и пяти цифр

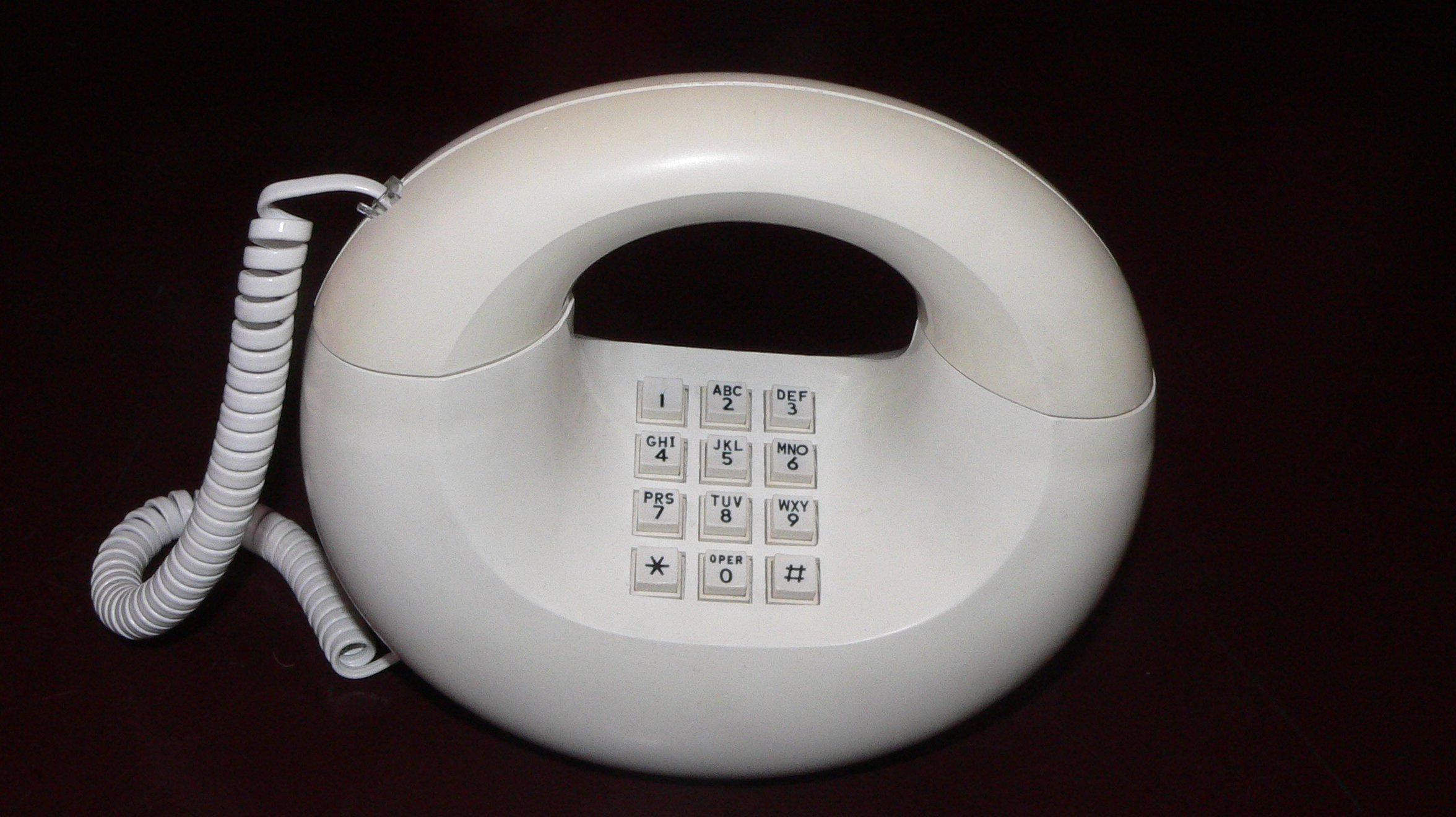
Клавиатура кнопочного телефона содержит «*» и «#»

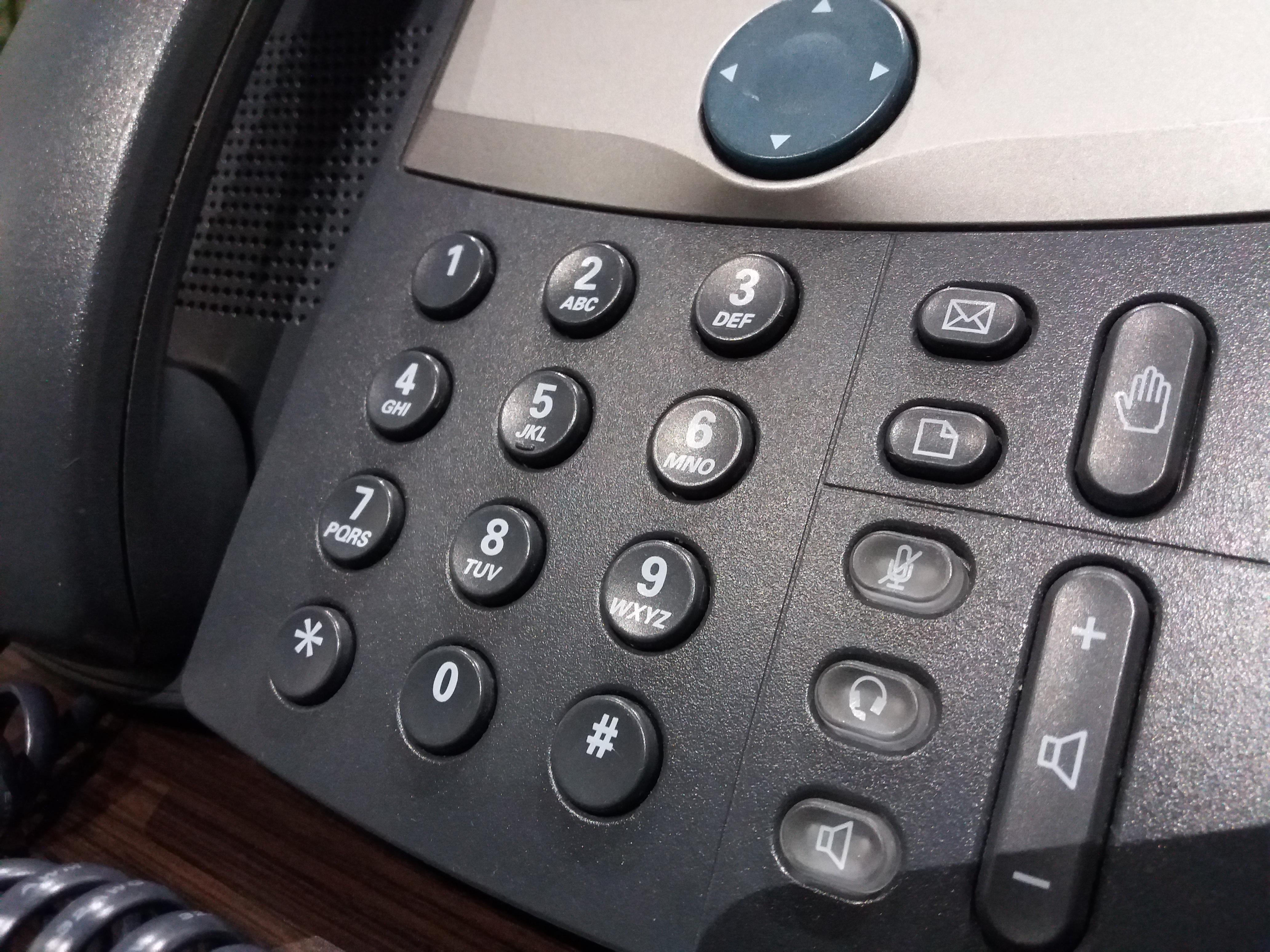
Клавиатура IP-телефона Cisco

В зависимости от назначения и принятого плана нумерации в стране и используемой телефонной сети номера могут подразделяться на разные типы. Это внутренние номера корпоративных АТС, местные региональные номера, а также мобильные и специализированные номера (например, номера экстренных служб). Местные географические номера, с привязкой по префиксу или коду к населённому пункту, обычно называют географическими номерами, на жаргоне телефонистов — ABC-номера. Негеографические номера в сетях передвижной связи (мобильные) и специализированные национальные номера называют также DEF-номерами. В Российской Федерации DEF-номера также называют федеральными номерами.

### Внутренние номера
Внутренние номера — номера пользователей (чаще всего — сотрудников одной организации) одной офисной АТС или УПАТС или обособленной телефонной сети организации, в том числе с применением нескольких коммутационных устройств, которые могут располагаться в разных филиалах. Обычно это короткие трёх-, четырёх- или пятизначные номера, упрощающие совершение вызовов между сотрудниками. В СССР и России существует понятие «ведомственная связь», где в рамках отдельного ведомства или группы ведомств используется собственные коммутаторы со своей нумерацией, обеспечивающие работу ведомственной телефонной сети.
Так как внутренние номера используются сугубо внутри УПАТС, в различных организациях встречаются одни и те же диапазоны внутренних номеров абонентов, например, в малых предприятиях — трёхзначные номера диапазонов 100—199, 200—299 и т. п.
В случае подключения УАТС к ТфОП для организации выделяется один или несколько местных номеров, обычно закреплённых за населённым пунктом (иногда также — мобильный номер в рамках FMC). Внутренние номера организации при вызове извне могут быть набраны вручную оператором или, при использовании функции «автосекретарь» (DISA) в принимающей звонок УПАТС, внутренний номер может набрать в режиме тонального набора сам звонящий.
При совершении вызова абонент УПАТС, как правило, должен набрать специализированный код выхода на городской или международный план нумерации. Другой вариант — прямой набор номеров ТфОП (если внутренние номера не пересекаются с публичными).
Внутренний номер абонента как бы скрывается за местным номером АТС. Поэтому говорят, что у абонента внутренней сети, кроме общего номера организации в ТфОП, есть дополнительный или добавочный номер, по-английски extension — «расширение». Внутренний номер пользователя, наряду с общим номером организации, указывают в контактных данных (например, в контактной книге, на визитках, в подписи к электронным письмам в тому подобных местах) через примечание «доп.» — дополнительный, «доб.» — добавочный, «вн.» — внутренний или «ext.», а также через символ «/» или «#».
Примеры:
- +7 (123) 456-78-90 доб. 221
- +7 (123) 456-78-90 #221
- +1-1234567890 ext. 221

Внутренний номер УПАТС может быть однозначно связан с номером ТфОП (функция DID УПАТС). Это применяется для подстановки правильного внешнего номера при исходящих вызовах в ТфОП и для вызова пользователя УПАТС без необходимости дополнительного набора внутреннего номера звонящим.

### Номера телефонной сети общего пользования
Общая структура номера ТфОП описана в рекомендации ITU-T E.164. Национальные нормативные акты описывают часть номера после международного префикса.
В разных странах и регионах возможны разные способы набора номера. На некоторых территориях длина номера телефона не имеет фиксированной длины, вплоть до того, что номер одного абонента может быть частью номера другого.

#### Географические номера
Географический местный номер открытого плана — номер внутри одного населённого пункта или региона (города, села, области), который не включает в себя код города и страны. Такие номера удобны для жителей населенного пункта, ввиду сокращения длины набора при вызове и большей простоты для запоминания. В России, ввиду исторического использования открытых планов нумерации, многие абоненты внутри одного региона обмениваются легко запоминающимися 6- или 7-значными номерами, например 12-34-56, или 789-00-01. В разных регионах, такие номера открытого плана могут повторяться. Для совершения дозвона до абонента из другого города или страны необходимо набирать номер абонента вместе с кодом города.
Географический национальный номер открытого плана — уникальный номер абонента в рамках одной страны, обязательно содержащий код населённого пункта или региона (то есть с привязкой к региону по коду). Удобство такого номера в том, что его можно сообщать любым абонентам из любого региона или города в рамках одной страны. Недостаток заключается в длине (10 и более знаков, например 8 (499) 123-45-67 — 11-значный московский номер). Кроме того, возможно изменение кода города, а значит, и телефонного номера конечного абонента, что случается при росте абонентской базы в мегаполисах.
Географический международный номер закрытого плана нумерации — телефонный номер, содержащий, кроме номера конечного абонента и кода населённого пункта, код страны. Номер абонента доступен для вызова из любого региона мира и является глобально уникальным. Различия в наборе могут быть только из-за особенностей совершения международных вызовов в разных странах. Именно в таком глобально-уникальном виде рекомендует организовывать диапазоны телефонных номеров Международный союз электросвязи, так как очевидно, что это упрощает совершение международных вызовов. Однако, многозначные номера из более чем 12 цифр гораздо сложнее запоминать конечным пользователям телефонной сети общего пользования, что, впрочем, нивелируется при повсеместном распространении телефонных аппаратов со встроенными телефонными книгами, где вызов нужного абонента осуществляется нажатием 1—2 клавиш или даже голосовым набором. В 2008 году Россия должна была полностью перейти на закрытый план нумерации, однако к 2013 году такой план нумерации был введён только в Москве.

#### Негеографические номера
Негеографические телефонные номера — выделенные диапазоны национальных номеров, не связанные с территориальным делением. Применение телефонных номеров такого типа может быть обусловлено разными причинами: мобильностью конечного пользователя или необходимостью обеспечения единого подхода для вызова различных специальных сервисных номеров. В частности для идентификации оконечных элементов телефонных сетей связи в сетях подвижной радиотелефонной (или сотовой) связи, подвижной радиосвязи, подвижной спутниковой радиосвязи, как правило применяются негеографические телефонные номера.
Негеографические номера применяются и в качестве единых общих кодов доступа к дополнительным услугам электросвязи для абонентов ТфОП из разных населённых пунктов .
В некоторых случаях специализированные негеографические телефонные номера бывают доступны только в рамках страны, где они были назначены.
Примеры негеографических телефонных номеров:
- 8 (903) 123-45-67 — один из номеров абонента сотовой связи в Российской Федерации;
- 8 (800) 123-45-67 — один из номеров в России, звонок на который оплачивается вызываемым абонентом (бесплатно для вызывающего);
- +979 — международный телефонный код (англ. International premium rate service) для различных премиум-сервисов с доступом за дополнительную плату.

Номера экстренных служб — телефонные номера для получения срочной помощи. В подавляющем большинстве случаев вызов номера экстренной служб бесплатен, это зависит от тарифов оператора телефонной связи и региональных особенностей, требований законодательства конкретной территории. Наиболее известным телефонным номером для срочной помощи является номер 112 (стандарт системы GSM), а также 911 (в США, Канаде и других странах).
В России, а также во некоторых других странах номера экстренных служб, маршрутизирующие вызовы абонентов на ближайшее представительство соответствующей службы, начинаются с нуля или «10»:
- 01 или 101 — пожарная часть;
- 02 или 102 — полиция;
- 03 или 103 — скорая медицинская помощь;
- 04 или 104 — газовая служба;
- 112 — служба спасения.

Номер «112», используемый во многих странах мира для вызова экстренных служб, был введён в России 1 февраля 2013 года — Президент РФ подписал Федеральный закон № 9-ФЗ, устанавливающий номер «112» единым бесплатным номером вызова экстренных оперативных служб для приёма сообщений о пожарах и чрезвычайных ситуациях в России в телефонных сетях местной телефонной связи.

## История формата телефонных номеров вРоссии
В начальный период существования телефонных сетей использовались номера из двух цифр.
C 1920-х до 1968 года в ряде городских телефонных сетей в номерах наряду с цифрами использовались буквы А, Б, В, Г, Д, Е, Ж, И, К, Л, которые изображались в том числе на диске (наборном поле) телефонного аппарата. Буква «З» не использовалась, чтобы избежать путаницы с цифрой «3». Буквы «Ё» и «Й» также не использовались.
| Годы             | Номер |
| ---------------- | --- |
| 1909 год         | Действовали одновременно: 7; 47; 4-87; 20-11; 102-95                                                                                  |
| 1912—1927        | 1-23-45 |
| 1920—1960-е годы | Б1-23-45 |
| До 1968 года     | В1-23-45 и АЖ1-23-45 (помимо типичных тогда номеров «В6-54-32», появились номера с двумя буквами в начале, но первой была только «А») |
| С 1968 года      | 12-34-56 и 123-45-67 |
| 1970-е годы      | 111-22-33 |
| 1990-е годы      | (095) 111-22-33 |
| 2000-е годы      | 8 495 111-22-33, 7 (495) 000-00-00, и 8 (800) 000-00-00                                                                               |

Переход с кода 095 на код 495 был осуществлен с 1 декабря 2005 года согласно приказу Мининформсвязи от 3 августа 2005 года № 95 «Об изменении закрепления кодов географически определяемых зон нумерации и кодов географически неопределяемых зон нумерации». Многие отечественные и зарубежные компании просто изменили код города или мобильного оператора в скобках: 7 (495) 000-00-00 (городской) 8 (800) 000-00-00 (мобильный) и продолжили набирать в прежнем формате телефонные номера.
В настоящее время в России полный телефонный номер состоит из 10 цифр. В случае, если номер географический, то, как правило, первые три цифры — код региона, далее идёт код населённого пункта (кроме нескольких крупных городов с 7-значным городским номером) и собственно городской номер. В случае негеографического DEF-номера мобильного абонента, длина номера состоит из 11 знаков. Используется следующий формат: десятизначный номер с префиксом «+7» или «8» (префикс «8» использовался в СССР и продолжает использоваться в России для выхода на зоновую или междугороднюю нумерацию, а «+7» — это код страны с префиксом E.164). Как правило, три-пять цифр в начале десятизначного номера указывают регион или оператора мобильной связи.

## Удобные телефонные номера

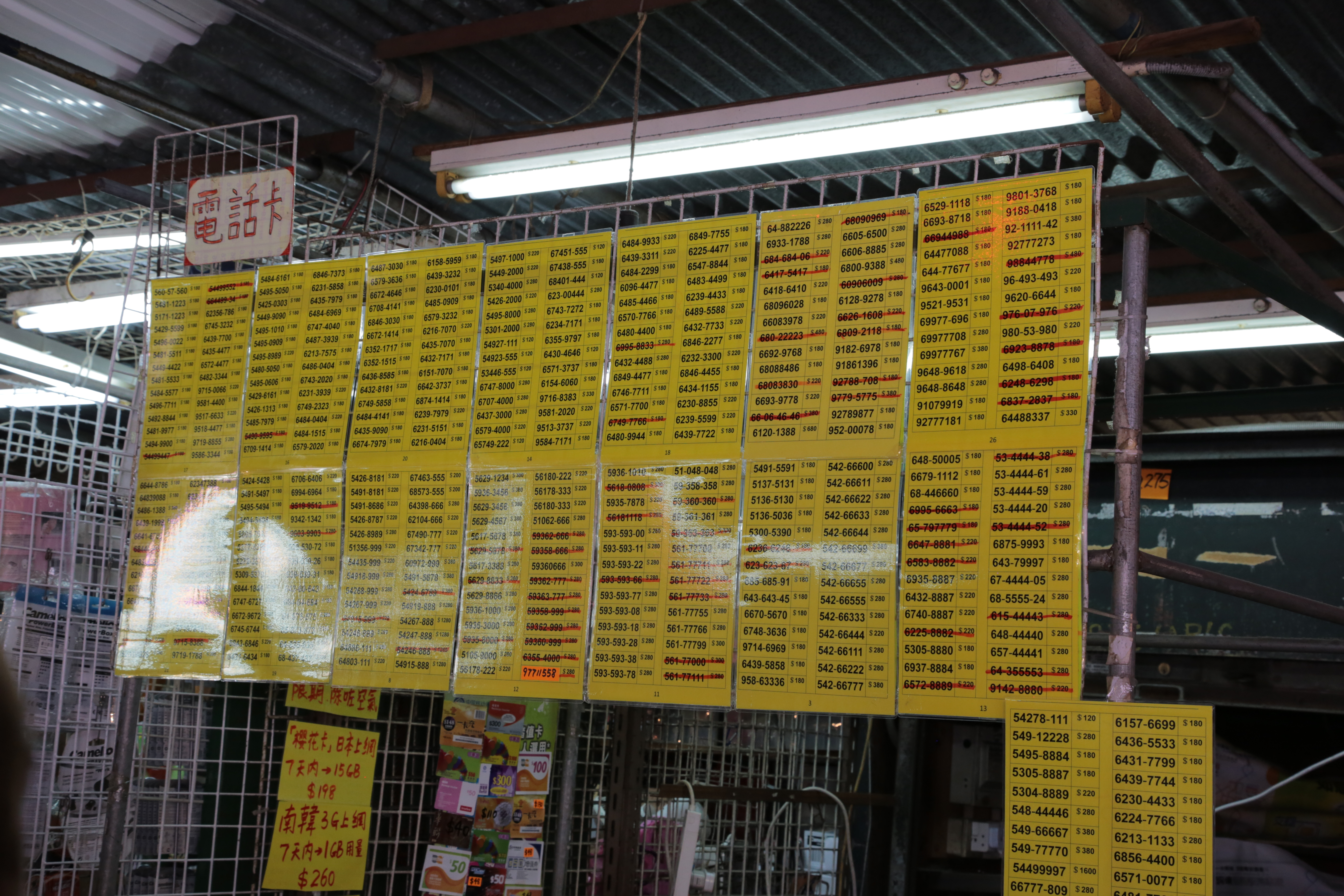
Телефонные номера для продажи в Гонконге. На более желанные номера цены выше.

Операторы связи нередко предлагают дополнительную услугу выбора легко запоминаемого телефонного номера, называя такие номера «красивыми», «золотыми», «серебряными».
В целях маркетинга и удобства коммуникации телефонные номера используются также в качестве доменных имён и адреса электронной почты.